# Ljus lyrflickslända
Ljus lyrflickslända (Coenagrion puella), även kallad ljus u-flickslända, är en art i insektsordningen trollsländor som tillhör familjen dammflicksländor (kallas även sommarflicksländor).

## Kännetecken
Hanen är blå med svarta teckningar på mellankroppen och bakkroppen. Det svenska trivialnamnet ljus u-flickslända har arten fått just för att hanen är ganska ljust blå och för att teckningen på det andra bakkroppssegmentet är tydligt u-formad. Honan är mer brun eller grönbrun, också med svart teckning på bakkroppen. Vingarna är genomskinliga med mörkt vingmärke. Vingbredden är upp till 50 millimeter och bakkroppens längd är 23 till 30 millimeter.

## Utbredning
Denna art finns i större delen av Europa, utom i Norge och Finland där den endast finns i mindre områden. Den finns också i delar av Asien och Nordafrika. I Sverige finns den från Skåne till Uppland. 

## Underarter
Arten delas in i följande underarter:
- C. p. kocheri
- C. p. puella

## Levnadssätt
Den ljusa lyrflicksländans habitat är olika typer av mindre vattensamlingar, som dammar. Efter parningen lägger honan äggen tillsammans med hanen, vanligen i flytande vattenvegetation. Utvecklingstiden från ägg till imago är ett till två år och flygtiden från slutet av maj till augusti.